# ImproRiso
ImproRiso é um espetáculo brasileiro de humor de diferentes formatos, sempre encabeçado por seu criador, Bruno Motta, com importante participações de comediantes como Nany People, Murilo Couto, Lucas Salles, Rominho Braga e outros.  
A primeira versão do ImproRiso aconteceu em Belo Horizonte, também encabeçada por Bruno Motta, no Teatro Alterosa, de agosto de 2005 até meados do ano seguinte. Em sua primeira montagem, trazia, além de comédia stand up, personagens e cenas de improviso. Reuniu comediantes como Carlos Nunes, Geraldo Magela e diversos convidados do humor nacional, como Diogo Portugal, Luís Miranda, Nany People, Gui Santana e Saulo Laranjeira.

Em SP, Bruno Motta e Nany People foram os principais apresentadores do projeto, que em sua primeira fase se aproximava da ideia de um comedy club com a apresentação de quatro humoristas stand up diferentes a cada semana, entre eles Danilo Gentili, Dani Calabresa, Marcelo Adnet, Fábio Rabin, Luís França, Márcio Ribeiro, Felipe Absalão, Marcos Castro, Henrique Fedorowicz, Ben Ludmer, Fábio Lins, Léo Lins e vários outros. O espetáculo assim esteve em cartaz por quase 4 anos, estreando no Mr. Blues e encerrando essa fase no Café Paon.
Em seguida, estreou novo formato às terças feiras no Teatro Procópio Ferreira, em SP. Um formato inédito reunia personagens, stand up, cenas e esquetes de humor, música ao vivo e improviso. O elenco mudava semanalmente garantido sempre 4 comediantes que se revezam na apresentação das atrações, incluindo grupos como As Olivias, Os Barbixas, Jogando no Quintal, Marcio Ballas, Marlei Cevada, Guilherme Uzeda e os músicos Leandro Nassif e Puppa Santana. Personagens e esquetes fechadas eram também apresentados semanalmente, bem como interações inéditas entre personagens de emissoras rivais (como por exemplo a criança Nina, de Marlei Cevada do SBT, e o Soluço, de Marcos Veras, da Globo). Além disso todo o elenco se reúne para um jogo de improviso semanal.
O improviso foi tomando conta do espetáculo, que hoje se concentra em jogos e quadros completamente improvisados. O novo formato foi apresentado por muitos anos no Pikadera/Honda Hall, chegando ao Teatro das Artes e diversos outros locais de apresentações entre festivais e projetos itinerantes, além de apresentações para empresas. O elenco rotativo atualmente, além de Bruno Motta, conta com nomes como Rominho Braga e Osmar Campbell (ambos do The Noite e Comedy Central), Lucas Salles (do CQC), Evandro Rodrigues (do Improvável), Vinicius Lima (do Pânico na TV) e muitos outros. 